# Жозе-да-Пенья
Жозе-да-Пенья (порт. José da Penha) — муниципалитет в Бразилии, входит в штат Риу-Гранди-ду-Норти. Составная часть мезорегиона Запад штата Риу-Гранди-ду-Норти. Входит в экономико-статистический микрорегион Пау-дус-Феррус. Население составляет 6187 человек на 2006 год. Занимает площадь 117,634 км². Плотность населения — 52,6 чел./км².
Праздник города — 31 декабря.

## История
Город основан 31 декабря 1958 года.

## Статистика
- Валовой внутренний продукт на 2003 год составляет 11 395 778,00 реалов (данные: Бразильский институт географии и статистики).
- Валовой внутренний продукт на душу населения на 2003 год составляет 1880,80 реалов (данные: Бразильский институт географии и статистики).
- Индекс развития человеческого потенциала на 2000 год составляет 0,629 (данные: Программа развития ООН).

## География
Климат местности: тропический.